# کوکن کاتو
کوکن کاتو (انگلیسی: Koken Kato؛ زادهٔ ۳ آوریل ۱۹۸۹) بازیکن فوتبال اهل ژاپن است.